# DOS/V
DOS/V是日本IBM在1990年发布的個人電腦作業系統的通用名。该系统在普通的IBM PC/AT兼容電腦上运行，无需專用硬體，單以軟體即可顯示日文。1991年，微軟成立日本分公司，PC/AT兼容電腦自此在日本普及。日本有时以“DOS/V”指代PC/AT兼容机。